# Barlinek
Barlinek é um município da Polônia, na voivodia da Pomerânia Ocidental e no condado de Myślibórz. Estende-se por uma área de 17,55 km², com 13 853 habitantes, segundo os censos de 2017, com uma densidade de 789,3 hab/km².